# Ober-Kinzig
Ober-Kinzig ist ein Stadtteil der Stadt Bad König im südhessischen Odenwaldkreis. Es umfasst eine Gemarkungsfläche von 658,20 ha, davon sind 178 ha bewaldet. Ortsvorsteher ist Yves Blunk (parteilos) Stand Juni 2023.

## Geografische Lage
Ober-Kinzig liegt im nördlichen Odenwald nordwestlich von Bad König im oberen Kinziger Tal. Ganz in der Nähe befindet sich die Römische Villa Haselburg, eine römische Villa rustica aus dem 2. Jahrhundert nach Christus, die eine der größten wiederentdeckten römischen, nichtmilitärischen Anlagen hinter dem Limes ist. Zur Gemarkung zählen auch Gumpersberg, ein Weiler auf der Ostseite des Böllsteiner Höhe genannten Höhenzuges, sowie der kinzigabwärts gelegene Ortsteil Mittel-Kinzig.

## Geschichte
Ober-Kinzig wird bereits in einer Schenkungsurkunde an Seligenstadt am Ende des 9. Jahrhunderts n. Chr. als „Chinciheru marcu“ erwähnt. Um 1400 wird es als Obere Kintzege und im Jahr 1424 als Oberkintzbich bezeichnet. In Ober-Kinzig war vom 15. bis 18. Jahrhundert ein Eisen- und Kupferwerk. Um dessen Nutzung gab es Streit zwischen den Schenken von Erbach (1478) und zwischen Löwenstein und Erbach (um 1700). Auch Kalk und Ton wurden in Ober-Kinzig gewonnen, wovon heute noch die Kalköfen des Ortes und eine Ziegelei zeugen.
Ober-Kinzig gehörte zum Zentgericht und zum Kirchspiel von Kirchbrombach als Teil der Herrschaft Breuberg. Im Jahr 1806 kam der Ort mit der Grafschaft Erbach an das Großherzogtum Hessen. Nach Auflösung der alten Amtsstruktur 1822 fiel der Ort in den Zuständigkeitsbereich des Landgerichts Höchst, nach der Reichsjustizreform von 1877 ab 1879 in den des Amtsgerichts Höchst im Odenwald.
Am 1. Mai 1951 vergrößerte sich Ober-Kinzig durch Eingemeindung um die Nachbargemeinden Mittel-Kinzig und Gumpersberg. Im Vorfeld der Gebietsreform in Hessen wurde die Gemeinde Ober-Kinzig am 1. Oktober 1971 auf freiwilliger Basis in die Gemeinde (ab dem 10. Oktober 1980 Stadt) Bad König eingegliedert. Für Ober-Kinzig wurde nach der Hauptsatzung ein Ortsbezirk mit Ortsbeirat und Ortsvorsteher eingerichtet.

## Kultur
In Ober-Kinzig gibt es eine unter Denkmalschutz stehende Hofreite, in deren Nachbarschaft ein Kellergewölbe mit rundbogigem Sandsteinportal erhalten geblieben ist, das die Jahreszahl 1554 in der Bogenstirn trägt.
Zum Vereinsleben von Ober-Kinzig gehören:
- Spielvereinigung Kinzigtal
- Landfrauenverein Ober-Kinzig
- Männergesangverein 1893 Ober-Kinzig
- Freiwillige Feuerwehr Ober-Kinzig